# Округ Марион (Арканзас)
Округ Мерион (енгл. Marion County) је округ у америчкој савезној држави Арканзас. По попису из 2010. године број становника је 16.653. Седиште округа је град Јелвил.

## Демографија
Према попису становништва из 2010. у округу је живело 16.653 становника, што је 513 (3,2%) становника више него 2000. године.
| Група             | 2000.          | 2010.          |
| Белци             | 15.646 (96,9%) | 15.963 (95,9%) |
| Афроамериканци    | 20 (0,1%)      | 30 (0,2%)      |
| Азијати           | 32 (0,2%)      | 37 (0,2%)      |
| Хиспаноамериканци | 122 (0,8%)     | 287 (1,7%)     |
| Укупно            | 16.140         | 16.653         |